# Catarina Paraguaçu
Catarina Álvares Paraguaçu (hoje Salvador, Bahia, c. 1503 – Bahia, 26 de janeiro de 1583) foi uma indígena tupinambá, da região onde hoje é o estado da Bahia. Foi batizada em 30 de julho de 1528, em Saint-Malo, na França, como Catherine du Brésil ou Catarina do Brasil. Segundo a certidão, atualmente localizada no Canadá, o seu nome verdadeiro seria "Guaibimpará" e não "Paraguaçu", como registra frei Santa Rita Durão em seu poema Caramuru. É a mais célebre mulher indígena do período, sendo apresentada por alguns como "uma das mães do povo brasileiro".

## Biografia

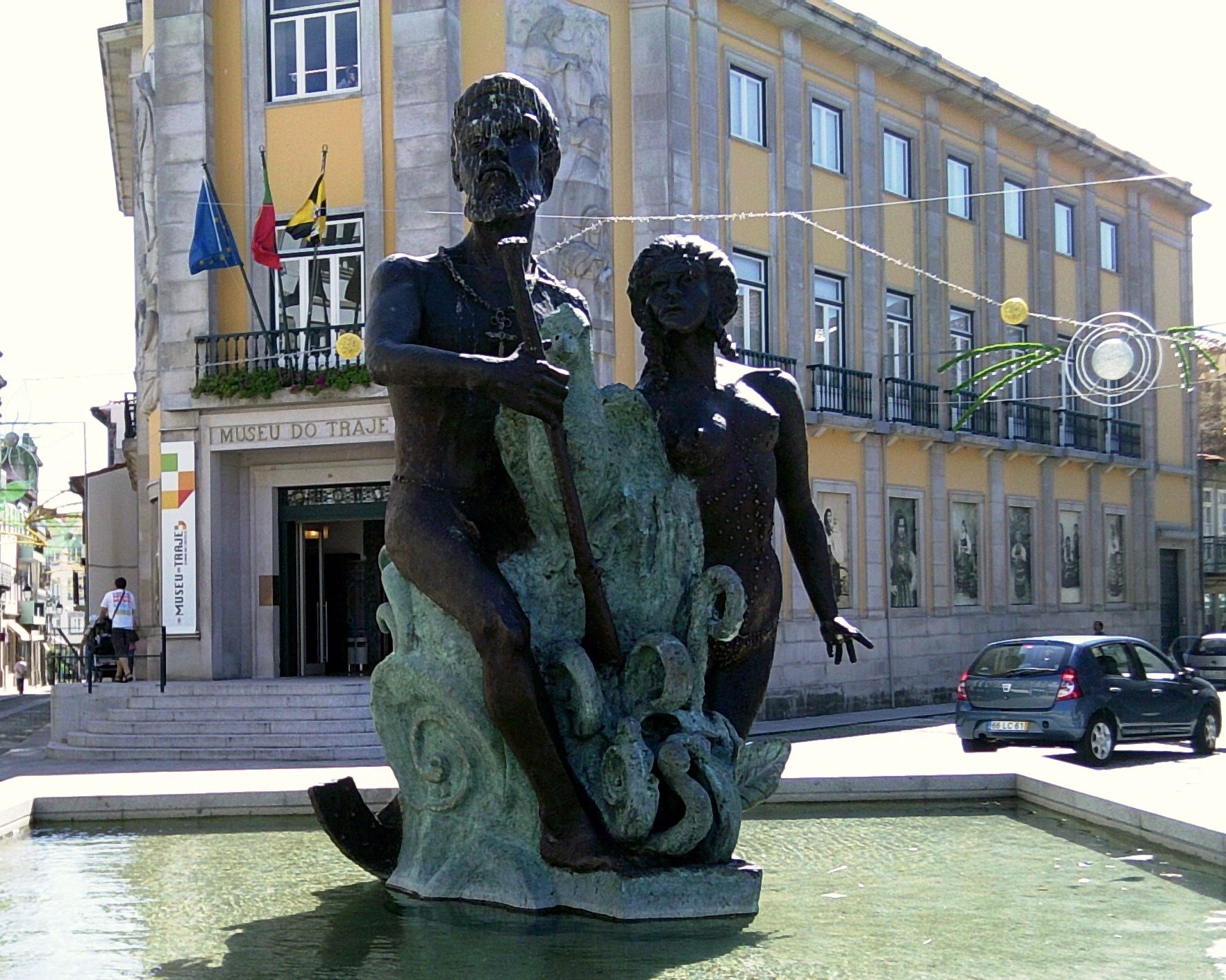
Caramuru e Paraguaçu, Viana do Castelo (Portugal).

Catarina Paraguaçu teria sido oferecida por seu pai, o cacique Taparica, líder da tribo dos Tupinambá, no que hoje é a Bahia, que vivia na ilha de Itaparica (falecido em 1530), como esposa ao náufrago português Diogo Álvares Correia, o Caramuru, que gozava de grande proeminência entre os tupinambás da Bahia. Faleceu em idade avançada no ano de 1583 e elaborou testamento existente até hoje no Mosteiro de São Bento da Bahia, no qual deixa seus bens para os monges beneditinos. Os seus restos mortais repousam na Igreja e Abadia de Nossa Senhora da Graça, em Salvador.
Uma imagem de Catarina Paraguaçu se encontra aos pés do Caboclo do Monumento ao Dois de Julho, localizado na praça do Campo Grande no centro de Salvador.
Conforme uma das lendas mais antigas do Brasil, Catarina teria tido sonhos frequentes com náufragos, sofrendo com fome e frio, entre eles, uma mulher com uma criança nos braços. Confiando no caráter místico dos sonhos da esposa, Caramuru teria mandado que procurassem pela orla, até que foram encontrados vários náufragos, mas entre eles não havia nenhuma mulher. Catarina sonhou novamente com a mesma mulher e ela teria lhe pedido que construíssem uma casa para ela na sua aldeia. Em pouco tempo foi encontrada uma imagem da Virgem Maria com o menino Jesus nos braços, que esta localizada no altar da Igreja de Nossa Senhora da Graça em Salvador, construída no local da primitiva ermida mandada erigir pela devoção da índia Catarina Paraguaçu, em 1535, disputando com a antiga Sé e a Igreja da Vitória, o título de primeira igreja da Bahia
Outra tradição também nos indica a fonte nos arredores do bairro soteropolitano da Graça na qual costumava se banhar, local no qual se localiza uma praça reformada pelo Poder Público.
Embora Catarina Paraguaçu e Diogo Álvares, o Caramuru, sejam reconhecidos na narrativa tradicional como a primeira família cristã do Brasil, Paraguaçu não foi a única esposa de Caramuru, na verdade ele tinha várias esposas, como era comum entre os Tupinambás. Essa narrativa de Paraguaçu enquanto única e fiel esposa de Caramuru busca caracterizar e reforçar o modelo de família cristã e aproximando a história da concepção cristã, afastando-se dos aspectos culturais indígenas.
Da sua união com Caramuru, Catarina teve quatro filhas, e ao casar uma delas com um familiar de Garcia d'Ávila, maior latifundiário da Bahia e do Brasil, sua família obteve um assentamento cartorial, isto é, um livro de registro civil, o primeiro do Brasil. Esta sua descendência, através de casamentos com recém-chegados do reino, deu origem às principais famílias baianas da época.
A Catarina foram atribuídos a diversos atos de bravura, como quando organizou as forças indígenas que resgataram Caramuru, quando este foi preso por Pereira Coutinho, ajudando a expulsar o donatário da região.
Vale destacar que, em 1926, o Serviço de Proteção aos Índios (SPI) criou a Reserva Caramuru Paraguaçu, localizada no sul da Bahia, diante Lei Estadual nº 198/1897 que decretou a extinção de várias aldeias indígenas da região para assegurar a expansão da lavoura cacaueira. As terras foram cedidas pelo Estado da Bahia, para os indígenas de etnias Baenã, Pataxó Hãhãhãe, Kamakã, Kariri-Sapuyá, Gueren, e Tupinambá, conforme a Lei Estadual nº 1916/26. No entanto, as terras reservadas foram invadidas por grileiros, e, em 1982, os indígenas começaram a luta pela retomada de suas terras e pela posse legal do seu território, de modo que, em 2012, o Supremo Tribunal Federal (STF) anulou os títulos de terras indígenas concedidos a posseiros e fazendeiros no sul da Bahia, reconhecendo oficialmente os indígenas como legítimos proprietário do território, o que garantiu maior segurança em uma área marcada por conflitos históricos. 

## Casamento entre índios e colonizadores
A trajetória de Catarina Paraguaçu passa por uma condição histórica basilar para a consolidação da estrutura colonial portuguesa em terras americanas, o matrimônio entre figuras indígenas e portugueses. Com florescer do século XVI, indivíduos que compunham os movimentos de expansão marítima do período, como náufragos e degredados, passaram a se inserir nas dinâmicas sociais do “novo mundo” a partir de laços matrimoniais. Sendo alguns deles bem sucedidos, estes indivíduos passaram a figurar não somente em posições de prestígio na estrutura local, como passaram a ocupar postos como intermediadores no estabelecimento do empreendimento colonial europeu, como no caso português a partir de 1530. Neste sentido, entrelaço matrimonial entre indígenas e colonizadores se apresentou como um dos mais notáveis exemplos da complexidade que envolveu o estabelecimento do sistema colonial nas Américas, incluindo as contínuas relações de negociação e conflitos entre os personagens deste período histórico.
O caso matrimonial de Catarina Paraguaçu se desenvolve com sua relação com o náufrago português Diogo Álvares, posteriormente apelidado pelo povo tupinambá pelo nome de Caramuru. Depois de ter sido capturado e escapado de um ritual antropofágico, Diogo Álvares ganha protagonismo entre o povo tupinambá após o destaque em suas atividades bélicas junto ao grupo, fundamentalmente auxiliando o povo do cacique Taparica em ofensivas a grupos rivais. Posteriormente, o Caramuru figura como personagem fundamental em negociações com portugueses, espanhóis e franceses na costa do território tropical, se tornando figura notável no comércio de Pau-Brasil. Diogo Álvares estabelece através dos laços matrimoniais o estreitamento entre a sua figura e povo tupinambá e é a partir da inserção nas dinâmicas indígenas que Diogo Álvares obtém acesso facilitado a mão de obra indígena e contando com conflitos interétnicos obtém acesso a cativos de mesma origem, questão essa  que viabilizaria suas ações comerciais. 
Ponto chave para o entendimento das relações matrimoniais entre portugueses e indígenas está na compreensão sobre os aspectos envoltos nessas alianças, alianças essas que não se configuraram como laços automáticos ou unilaterais. A influência do Caramuru entre o povo tupinambá, por exemplo, se apresentou de forma limitada e nem sempre capaz de atender os anseios portugueses. Nesta posição podemos elaborar que a aproximação e o estabelecimento de laços matrimoniais entre Diogo Álvares e Catarina Paraguaçu tinha como objetivo primaz o estabelecimento das dinâmicas de interesses não somente do português, como também do povo tupinambá.
Apesar da história do casal e dos próprios personagens seja de difícil comprovação, com passagens transitando entre narrativas, fontes administrativas e elaborações românticas, Catarina Paraguaçu e Diogo Álvares se estabeleceram como casal em território francês e tiveram papel fundamental, posteriormente, no estabelecimento do governo geral posto em prática por D. João III, em 1548, onde Caramuru e Catarina atuaram como intérpretes e mediadores entre a Coroa e a população nativa.

## Representação na literatura
Catarina Paraguaçu é representada na literatura e nos ex-votos como um símbolo multifacetado que mescla elementos indígenas, religiosos e da formação da identidade nacional. Na literatura, especialmente no poema épico Caramuru, de Frei José de Santa Rita Durão, ela é idealizada como uma personagem que articula alianças entre indígenas e portugueses, enquanto sua conversão ao catolicismo a insere no imaginário da catequese colonial. O nome "Paraguaçu", associado a ela, foi popularizado por Durão, mas sua identidade original era Guaibimpará, destacando como a literatura transformou seu papel histórico em mito fundacional.
Nos ex-votos, como o quadro Visão de Paraguaçu (1866), de Ângelo da Silva Romão, Catarina é retratada sob o prisma da santidade e da religiosidade católica. A obra ilustra relatos de sonhos milagrosos em que a Virgem Maria aparece para ela, conferindo-lhe um status quase divino e reforçando sua imagem como mediadora entre o sagrado e o humano. Outro ex-voto, O Sonho de Catarina (1871), de Manoel Lopes Rodrigues, a apresenta com traços mais próximos da tradição católica, simbolizando sua incorporação ao universo cristão.
As representações de Catarina Paraguaçu combinam o ideal romântico do "índio" com a devoção religiosa, reforçando sua imagem como "mãe do Brasil". A ideia de Catarina Paraguaçu como “mãe do Brasil” surge a partir de sua representação simbólica nas artes, na religião e no discurso histórico, onde ela personifica a minoria de culturas indígenas e europeias que deu origem à identidade brasileira. Essa concepção, profundamente influenciada pelo imaginário romântico e pela narrativa colonial, foi consolidada tanto na literatura quanto nos ex-votos, que a coloca em uma posição de maternidade simbólica, quase mítica. Elas refletem a complexidade das relações de poder e cultura entre indígenas e colonizadores, ao mesmo tempo que consolidam sua memória no panteão de figuras históricas brasileiras. Assim, Catarina transita entre a história, a arte e a religião, sendo evocada como símbolo da mestiçagem cultural e da formação da identidade nacional.

## Independência da Bahia
Catarina Paraguaçu deixou um legado que transcende sua época, ligando-se tanto à formação da sociedade colonial quanto ao evento do 2 de julho, marco da independência da Bahia em 1823. Primeira indígena batizada no Brasil, Paraguaçu foi esposa de Diogo Álvares Correia, o Caramuru, e filha do cacique Taparica. Ela desempenhou um papel significativo na introdução de valores cristãos e na formação de alianças políticas e sociais fundamentais na Bahia colonial. Sua atuação como símbolo de resistência e identidade é frequentemente evocada nas comemorações do 2 de julho, especialmente por meio da figura da Cabocla, que se associa a ela como representação da luta pela liberdade e da mestiçagem brasileira. 
As celebrações do 2 de julho começaram na década de 1820, destacando-se como a principal festa cívica da Bahia imperial e republicana. Desde 1840, um carro alegórico com uma figura feminina indígena, representando Catarina Paraguaçu, foi integrado ao cortejo, reforçando a conexão entre sua imagem e o ideal de resistência indígena. Essa figura, conhecida como Cabocla, tornou-se central na simbologia popular da data, reverenciada como protetora e símbolo de unificação nacional. As comemorações incluem o trajeto histórico das tropas brasileiras de 1823, além de um cortejo que exalta as figuras da Cabocla e do Caboclo como ícones nacionais. 
O Monumento ao 2 de Julho, inaugurado em 1895 no Largo do Campo Grande, em Salvador, é outro marco que destaca a importância de Catarina Paraguaçu. Projetado pelo artista italiano Carlo Nicoli y Manfredi, o monumento, com mais de 25 metros de altura, simboliza a vitória brasileira. A figura central é um caboclo armado esmagando uma serpente, representando a tirania portuguesa, e elementos ao redor do pedestal incluem referências à Bahia, às batalhas decisivas pela independência, e a Catarina Paraguaçu em alto-relevo. Essa homenagem reafirma seu papel na história baiana e brasileira como símbolo de resistência e fundação.
Além da Bahia, Catarina Paraguaçu é homenageada em Portugal. Em Viana do Castelo, uma estátua em frente ao Museu do Traje celebra a sua conexão com a cidade natal de Caramuru, reforçando a sua relevância na construção de uma identidade que atravessa continentes. Assim, Catarina Paraguaçu permanece como um ícone de resistência, identidade e união, cuja memória se perpetua em monumentos e celebrações, consolidando seu papel no imaginário histórico e cultural do Brasil.